# 1808年郡收容所法令
《1808年郡收容所法令》（英語：County Asylums Act 1808）是英國國會的一項法令，塑造了1808至1845年期間英格蘭及威爾斯的精神衛生法律。該法令在英國設立了由郡政府運營的公立精神病人收容所。該法令准許（但不強制）太平紳士為清貧精神病人提供照料機構，以便將他們從濟貧院及監獄中帶離。
該法令也被稱為《韋恩先生法令》（Mr. Wynn's Act），以查爾斯·沃特金·威廉姆斯-韋恩（Charles Watkin Williams-Wynn）的名字命名。他是蒙哥馬利郡議會的威爾斯裔議員，他推動了該法令。